# Corba de calibratge

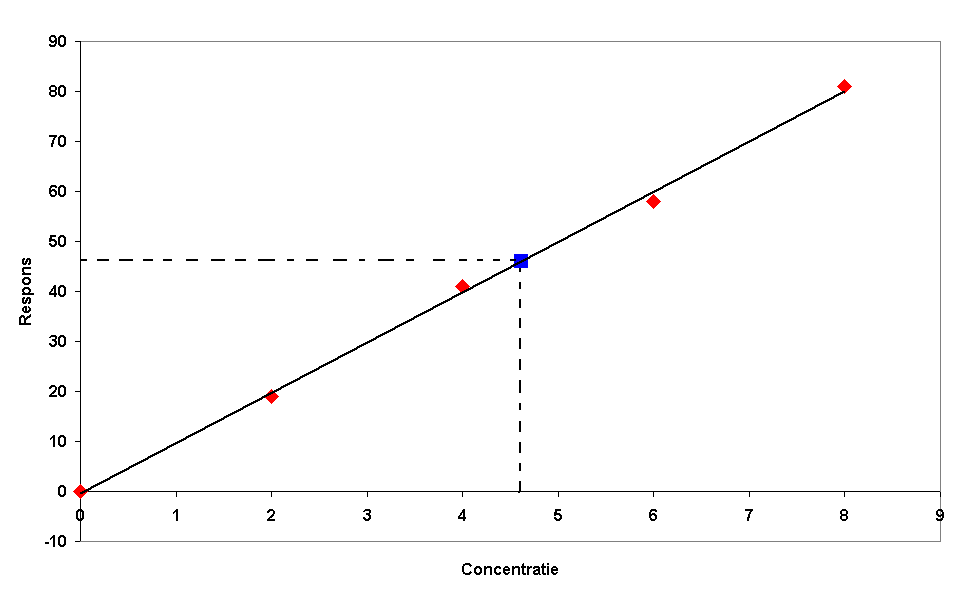
Corba de calibratge resposta (ordenades) enfront de concentració (abscisses) on els punts vermells procedeixen de la lectura del material estàndard i el quadrat blau és llegit per interpolació de les dades prèvies.

La corba de calibratge és un mètode de química analítica emprat per mesurar la concentració d'una substància en una mostra per comparació amb una sèrie d'elements de concentració coneguda. Es basa en l'existència d'una relació en principi lineal entre un caràcter mesurable (per exemple l'absorbància en els enfocaments d'espectrofotometria) i la variable a determinar (la concentració).
Abans de tot, en condicions experimentals cal mesurar i establir una sèrie de patrons i construir finalment, la corba de calibratge. Per crear aquests patrons es fan dilucions d'unes mostres de concentració coneguda d'anàlit. Després d'haver realitzat les dilucions de les mostres es produeix la seva lectura i s'estableix una funció matemàtica que relacioni els dos paràmetres. Al realitzar les dilucions cal tenir molt en compte el material volumètric que s'utilitza.
Existeixen tres mètodes de calibratge: la corba de calibratge (més còmode però no pas el millor), el de l'addició estàndard i el del patró intern. L'elecció del mètode de calibratge depèn de la tècnica instrumental utilitzada, de la naturalesa de la mostra i la quantitat de mostres que s'han d'analitzar.
Aquí explicarem el mètode de calibratge mitjançant la corba o recta de calibratge, que es crea dins d’'uns valors determinats de concentracions, on posteriorment es treballarà.

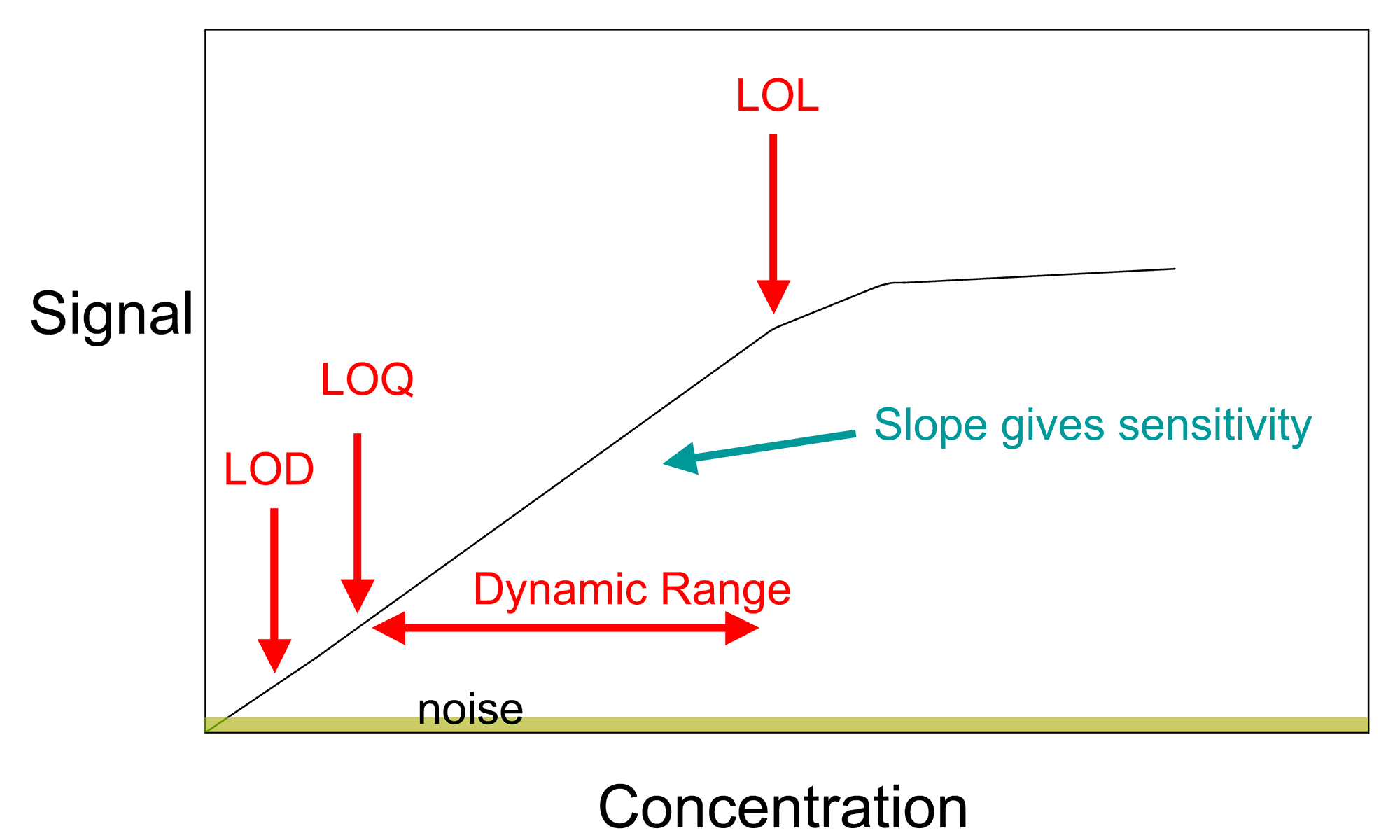

Primer de tot, cal preparar quatre dissolucions patró de concentracions diferents i que estiguin repartides entre l'interval quantificat. També cal preparar un blanc dels patrons. Es mesura el senyal analític de les dissolucions i es representa la resposta en funció de la concentració de l'anàlit. Es diu, doncs, que la resposta de la mostra pot quantificar i, emprant la corba de calibratge, es pot interpolar la dada de la mostra problema fins a trobar la concentració de l'anàlit. Aquest fet demostra que s'han realitzat totes les dissolucions necessàries perquè la concentració de la dissolució que es mesura quedi dins l'interval de linearitat.
El límit de linearitat és un factor important per a poder establir la fiabilitat d'un procediment analític, i posteriorment analitzar químicament amb precisió la concentració d'una substància. La propietat de la linearitat està entre el límit de quantificació i el punt en el gràfic de la concentració.